# Bérénice (Fisbach et Montet)
Pour les articles homonymes, voir Bérénice.
Bérénice est une tragédie de Jean Racine adaptée par Frédéric Fisbach et le chorégraphe Bernardo Montet, qui décident de la mettre en scène. Elle fut représentée pour la première fois en 2001 au festival d'Avignon, à la salle Benoît XII.

## Résumé
L'intrigue résumée par le journal Télérama : "Titus qui aimait Bérénice, et qui même à ce que l'on croyait lui avait promis de l'épouser, la renvoya à Rome, malgré lui et malgré elle, dès les premiers jours de son empire." Et Antiochus qui aime Bérénice...La raison d’État aura été la plus forte. Le peuple romain n'a pas voulu de cette reine étrangère, souveraine de la lointaine Palestine, que souhaitait lui imposer Titus, le nouvel empereur. Et l'ambitieux Titus a fini par obéir à son peuple; à renoncer à sa passion pour se montrer digne du pouvoir. Bérénice a accepté. Après bien des larmes. Son glorieux amant ne l'a-t-il pas convaincue qu'il l'aimait toujours? Elle part triste, mais apaisée. Elle part seule. "Hélas!", murmure Antiochus à la fin de la tragédie, face à une Bérénice dont il n'aura su se faire aimer...

## Mise en scène et distribution
La mise en scène est faite avec des acteurs et des danseurs de plusieurs nationalités (italien, africain, israélien…) ; le réalisateur les a choisis afin de montrer une communauté riche et diverse comme la France. Les chorégraphies sont de tous styles et les textes sont en voix off.
- Tal Beit-Halachmi : Bérénice et rôle-titre qui dira des tirades en hébreu
- Claire Aveline : Phénice
- Pierre Carniaux : Rutile
- Jean Charles Dumay : Titus
- Giuseppe Molino : Arsace
- Benoît Resillot : Paulin
- Marc Veh : Anthiocus.

## Critiques de presse
Les critiques présentent des avis partagés, certains sont impressionnés par le talent des danseurs et le mélange danse-théâtre tandis que d'autres jugent la pièce un peu trop difficile à comprendre.

### Critiques positives
Midi Libre écrit : « Traverser, dit-il, et se laisser traverser par cette partition de mots et de silences comme on rebondirait sur un sol, emporté par son élan »
La performance de Tal Beit-Halachmi fut fortement apprécié par Libération.
La Provence ajoute même que la tragédie de Racine est réinventée grâce à  Bernardo Montet et Frédéric Fisbach.

### Des avis partagés
Le Dauphiné Vaucluse a apprécié la symbiose de la danse et du théâtre mais relève que celle-ci « échappe parfois. Et l'ensemble laisse le public perplexe ». De son côté, Le Nouvel Observateur exprime un point de vue mitigé sur ce spectacle « irritant et insolite à la fois ».

### Critiques négatives
Pour La Marseillaise, c'est une confusion d'exercices de styles qui sont souvent artificiels.
La Gazette provençale juge la mise en scène comme « un essai laborieux de spatialisation poétique » mais note que la scène finale « par sa beauté exemplaire sauve le spectacle de l'essai inabouti. ».